# Günther Rüdel
Günther Rüdel, nemški vojaški pilot in general, * 15. november 1883, Metz, † 22. april 1950, München.

## Napredovanja
- Fähnrich (5. julij 1902)
- poročnik (9. marec 1904)
- nadporočnik (9. marec 1912)
- stotnik (9. avgust 1915)
- major (1. december 1923)
- podpolkovnik (1. februar 1929)
- polkovnik (1. december 1931)
- generalmajor (1. oktober 1934)
- generalporočnik (1. april 1936)
- general protiletalskega topništva (1. oktober 1937)
- generalpolkovnik (1. november 1942)

## Odlikovanja
- viteški križ vojnega zaslužnega križa z meči (9. november 1942)
- Ritterkreuz des kgl. Preuss. Hausordens von Hohenzollern mit Schwertern
- 1914 železni križec I. razreda
- 1914 železni križec II. razreda
- Kgl. Bayer. Militär-Verdienstorden IV Klasse mit Schwertern
- Hamburgisches Hanseatenkreuz
- Grossherzoglich Sachsen-Weimarisches Wilhelm Ernst-Kriegskreuz
- k.u.k. Österr. Orden der Eisernen Krone III. Klasse mit der Kriegsdekoration
- k.u.k. Österr. Militär-Verdienstkreuz III. Klasse mit der Kriegsdekoration
- Ehrenkreuz für Frontkämpfer
- Wehrmacht-Dienstauszeichnung IV. bis I Klasse
- Kriegsverdienstkreuz II Klasse mit Schwertern
- Kriegsverdienstkreuz I Klasse mit Schwertern
- Flakkampfabzeichen